# ویولت بین
ویولت بین (به انگلیسی: Violett Beane) یک بازیگر آمریکایی است که بیشتر برای ایفای نقش «جسی کوییک» در سریال فلش شهرت دارد.
از دیگر آثار او می‌توان به مجموعه تلویزیونی بازماندگان و جرئت یا حقیقت اشاره کرد.

## زندگی شخصی
بین در سن پترزبورگ، فلوریدا متولد شد. او در ده سالگی به آستین، تگزاس نقل مکان کرد و در آنجا بزرگ شد و آن را زادگاه خود دانست. پس از عزیمت به آستین، بین عاشق اجرای برنامه شد و در دبیرستان به تحصیل هنرهای نمایشی پرداخت. اگرچه بین همیشه احساس می‌کرد که منظورش از اجرا، مجری گری است، اما تا سال آخر دبیرستان نگذشته بود که او روی حرفه ای بازیگری متمرکز شد و یک محل اجرا را در آستین پیدا کرد.
بین توسط والدینش به عنوان کوئیکر بزرگ شد و در مصاحبه ای عنوان کرد: «من کوئیکر بزرگ شدم، و بیشتر روزهای کودکی خود را برای جلسات می‌رفتم»
بین یک گیاهخوار است و برای حمایت از این سبک زندگی برای بنیاد مردمی رعایت اصول اخلاقی در برابر جانوران، برهنه می‌شود. از سال ۲۰۲۰، بین در شهر نیویورک اقامت می‌کند تا سریال خود را با نام God Friended Me را فیلمبرداری کند.

## فیلم‌شناسی
| سال  | عنوان         | نقش          |
| ---- | ------------- | ------------ |
| ۲۰۱۶ | اسلش          | لیندزی       |
| ۲۰۱۶ | برج           | کلر ویلسون   |
| ۲۰۱۸ | جرئت یا حقیقت | مارکی کامرون |
| ۲۰۱۹ | فلای          | بتانی        |
| ۲۰۲۵ | رنر           | جیمی         |

| سال       | عنوان           | نقش         | یادداشت                        |
| --------- | --------------- | ----------- | ------------------------------ |
| ۲۰۱۵      | بازماندگان      | تیلور       | نقش دوره ای؛ ۵ قسمت            |
| ۲۰۱۵–۲۰۱۸ | فلش             | جسی کوییک   | نقش دوره ای؛ ۲۱ قسمت           |
| ۲۰۱۶      | Chicago P.D.    | مایا کالینز | قسمت: "Some Friend"            |
| ۲۰۱۸      | The Resident    | لیلی کندال  | نقش دوره ای؛ ۸ قسمت            |
| ۲۰۱۸      | افسانه‌های فردا  | جسی ولز     | قسمت: "Necromancing the Stone" |
| ۲۰۱۸–۲۰۲۰ | God Friended Me | کلر بلوم    | نقش اصلی                       |